# Herminia feminia
Herminia feminia är en fjärilsart som beskrevs av Embrik Strand 1919. Herminia feminia ingår i släktet Herminia och familjen nattflyn. Inga underarter finns listade i Catalogue of Life.